# ウジェーヌ・ジラルデ
ウジェーヌ・ジラルデ（Eugène Girardet、1853年5月31日  · - 1907年5月5日）はフランスの画家である。「オリエンタリズム」絵画を描いた。

## 略歴
パリで生まれた。父親は版画家のポール・ジラルデ(Paul Girardet:1821-1893)で、兄弟に「オリエンタリズム」の画家になった双子の弟、ジュール・ジラルデ (1856-1938)とレオン・ジラルデ(1856-1895)がいる。
パリの国立高等美術学校で学び、ジャン＝レオン・ジェロームに学んだ。ジェロームに勧められて、1874年に初めて北アフリカを訪れ、絵を描いた。モロッコ、チュニジア、スペインを旅した。
1879年から8回ほどアルジェリアを訪れ、主にビスクラ、ブー・サアーダ、エル・カンタラに滞在した。イスラム教に改宗することになる画家のナスレディーヌ・ディネとも知り合った。1898年にはエジプトやパレスチナも訪れた。アラブの人々の生活や砂漠を描いた。
サロン・ド・パリや1893年に創設されたフランス・オリエンタリスト画家協会(Société des Peintres Orientalistes Français)の展覧会に出展した。1900年のパリ万国博覧や1906年にマルセイユ開かれた植民地博覧会(Exposition coloniale)にも出展した。1907年にパリで没した。

## 作品
- 市場への道
- 「エジプトへの脱出」
- 「市場で」

- 「中庭で」
- 「果物売り」
- 「北アフリカの通り」
- 「ガゼル」